# Liste der Kulturdenkmale in Frankendorf (Thüringen)
In der Liste der Kulturdenkmale in Frankendorf sind alle Kulturdenkmale der thüringischen Gemeinde Frankendorf (Landkreis Weimarer Land) und ihrer Ortsteilen aufgelistet (Stand: 26. April 2012).

## Frankendorf
Einzeldenkmal
| Bild                           | Bezeichnung | Lage    | Datierung | Beschreibung | ID |
| ------------------------------ | ----------- | ------- | --------- | ------------ | -- |
| weitere Bilder Fotos hochladen | Kirche      | (Karte) |           |              |    |

## Quelle
- Denkmalliste Landkreis Weimarer Land. (PDF; 929 kB) weimarerland.de